# Kaliumhydrogensulfit
Kaliumhydrogensulfit ist ein Kaliumsalz der Schwefligen Säure und besitzt die Summenformel KHSO3.

## Gewinnung und Darstellung
Kaliumhydrogensulfit kann durch Reaktion von Schwefeldioxid mit einer Kaliumcarbonatlösung gewonnen werden.

## Verwendung
Kaliumhydrogensulfit wird z. B. Wein als Antioxidans und Konservierungsmittel zugesetzt. Die zulässige Konzentration richtet sich nach den gesetzlichen Höchstmengen an Schwefeldioxid.
Daneben gelangt Kaliumhydrogensulfit noch bei einer Vielzahl weiterer Lebensmittel, wie Stärke, Sago, Graupen, getrockneten Kartoffelerzeugnissen, Gemüse, Trockenfrüchten, Nüssen, Fleisch und Fisch zum Einsatz.
Es ist in der EU als Lebensmittelzusatzstoff der Nummer E 228 zugelassen.
Die Verbindung gibt Schwefeldioxid ab.

## Nebenwirkungen
Bei übermäßigem Genuss von Kaliumhydrogensulfit kann es zu Kopfschmerzen, Migräne und Übelkeit kommen. Außerdem werden B-Vitamine und Folsäure zerstört. Lebensmittel mit diesem Zusatz müssen die Nummer E228 in der Liste der Inhaltsstoffe führen.